# Ольшинка (Підляське воєводство)
Ольшинка (пол. Olszynka) — село в Польщі, у гміні Корицин Сокульського повіту Підляського воєводства.
Населення — 66 осіб (2011).
У 1975-1998 роках село належало до Білостоцького воєводства.

## Демографія
Демографічна структура станом на 31 березня 2011 року:
|          | Загалом | Допрацездатний вік | Працездатний вік | Постпрацездатний вік |
| -------- | ------- | ------------------ | ---------------- | -------------------- |
| Чоловіки | 36      | 15                 | 15               | 6                    |
| Жінки    | 30      | 6                  | 15               | 9                    |
| Разом    | 66      | 21                 | 30               | 15                   |